# 前原横穴墓
前原横穴墓（まえはらよこあなぼ）は、東京都小金井市前原町三丁目にある古墳時代の遺跡である。類似した名称の前原遺跡（小金井市No.12遺跡）とは位置が全く異なり、平代坂遺跡（小金井市No.3遺跡）の南西端に位置する。

## 遺跡の概要
武蔵野台地の南端、国分寺崖線の斜面中位、標高65m前後に位置する。下水道工事に伴い偶然発見された。
国分寺崖線には、前原横穴墓より下流の三鷹市域に出山横穴墓群をはじめ多数の横穴墓があり、上流の国分寺市域には多喜窪横穴墓群、内藤新田横穴墓群があるが、中間では本横穴墓しか発見されていない。周囲はすでに宅地化されており、他に横穴墓があったかどうかは不明である。
前庭、羨道、玄室からなるが、前庭部は調査が不十分であり詳細不明である。羨道は長さ1.9m、幅は入り口側0.56m、玄門部0.94mで奥に行くほど広がり、天井はドーム状となる。羨門は川原石により閉塞されていた。
玄室は幅約2.5m、奥行き1.8mの横長の長方形で中央部がやや低くなっている。天井はドーム状で、最も高い位置での高さは約1m。玄室の西側壁に沿って、北に頭を向けた壮年期の女性の人骨が1体検出されたが、副葬品はない。
副葬品を欠くため年代は不明だが、形態は松崎元樹のA1型（正方形系）であり、8世紀前葉頃ではないかとされている。

### 発掘調査報告書
- 小金井市教育委員会『平代坂B』 2巻〈小金井市文化財調査報告書〉、1973年3月（原著1973年3月）。 NCID BA35094580。